# 胡斯車站
胡斯車站（荷蘭語：Station Goes）是荷蘭澤蘭省胡斯的一座鐵路車站，位於羅森達爾－弗利辛根鐵路，啟用於1868年7月1日。現有的站房於1982年完工，由建築師科恩·范德加斯特設計。根據2015年統計，胡斯車站為澤蘭省旅客利用人次最多的鐵路車站